# 范國樞
范國樞，中華民國外交官。畢業於國立臺灣大學社會學系學士、國家發展研究所碩士。曾任嘉南藥學專科學校講師、駐加拿大台北經濟文化代表處二等秘書、駐多倫多臺北經濟文化辦事處簡任一等秘書、外交部北美司專門委員、駐紐約臺北經濟文化辦事處副總領事銜副處長、駐加拿大台北經濟文化代表處公使銜副代表、駐西雅圖臺北經濟文化辦事處總領事銜處長等職務。

## 職業生涯
范國樞多次派駐加拿大與美國，熟悉對該國的外交事務，而派駐加拿大前後約14年。
駐西雅圖辦事處長范國樞多次以投書，或接受媒體訪問的形式，對於中國共產黨中央委員會總書記习近平在《告台湾同胞书》發表40周年紀念會的談話、香港修訂《逃犯條例》草案、台灣處理2019冠状病毒病疫情的成效與防疫經驗等議題發表看法。
2020年1月，駐西雅圖辦事處長范國樞在瑞年俱樂部以「台灣為美國堅實夥伴」為題發表演說，對於2019冠状病毒病疫情在全球擴散，但世界卫生组织（WHO）排拒台灣參與相關國際會議，認為此舉是漠視全球健康福祉，呼籲理念相近的國家支持台灣參與国际组织。
2020年3月，駐西雅圖辦事處長范國樞前往阿拉斯加州，說明台灣處理2019冠状病毒病疫情的成效與防疫措施，呼籲友台各界支持台灣參與WHO。並會晤安克拉治市長柏柯維茲、州參眾議員等人。